# Jardín Botánico Forestal de Abetone

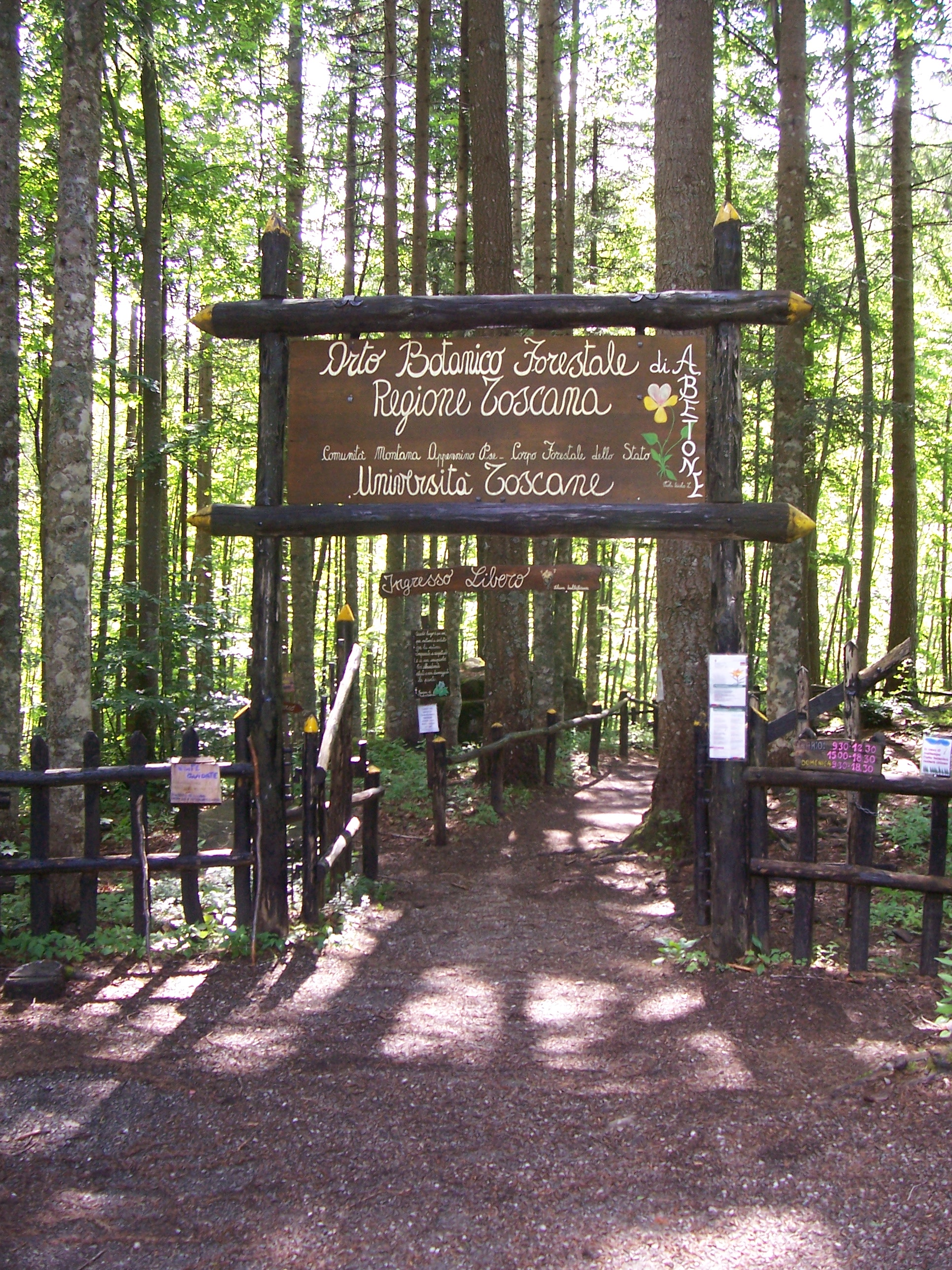
Entrada al Orto Botanico Forestale dell'Abetone (OBFA).

El Jardín Botánico Forestal de Abetone (en italiano: Orto Botanico Forestale dell'Abetone) es un jardín botánico de 1,4 hectáreas de extensión, en "Fontana Vaccaia", Abetone, Italia. Su código de reconocimiento internacional como institución botánica, así como las siglas de su herbario es ABETONE.

## Localización
Orto Botanico Forestale dell'Abetone Fontana Vaccaia, 51021 Abetone, Provincia de Pistoia, Toscana, Italia.44°7′59.52″N 10°40′19.56″E / 44.1332000, 10.6721000
Está abierto todos los días en los meses cálidos del año. Se cobra una tarifa de entrada.

## Historia

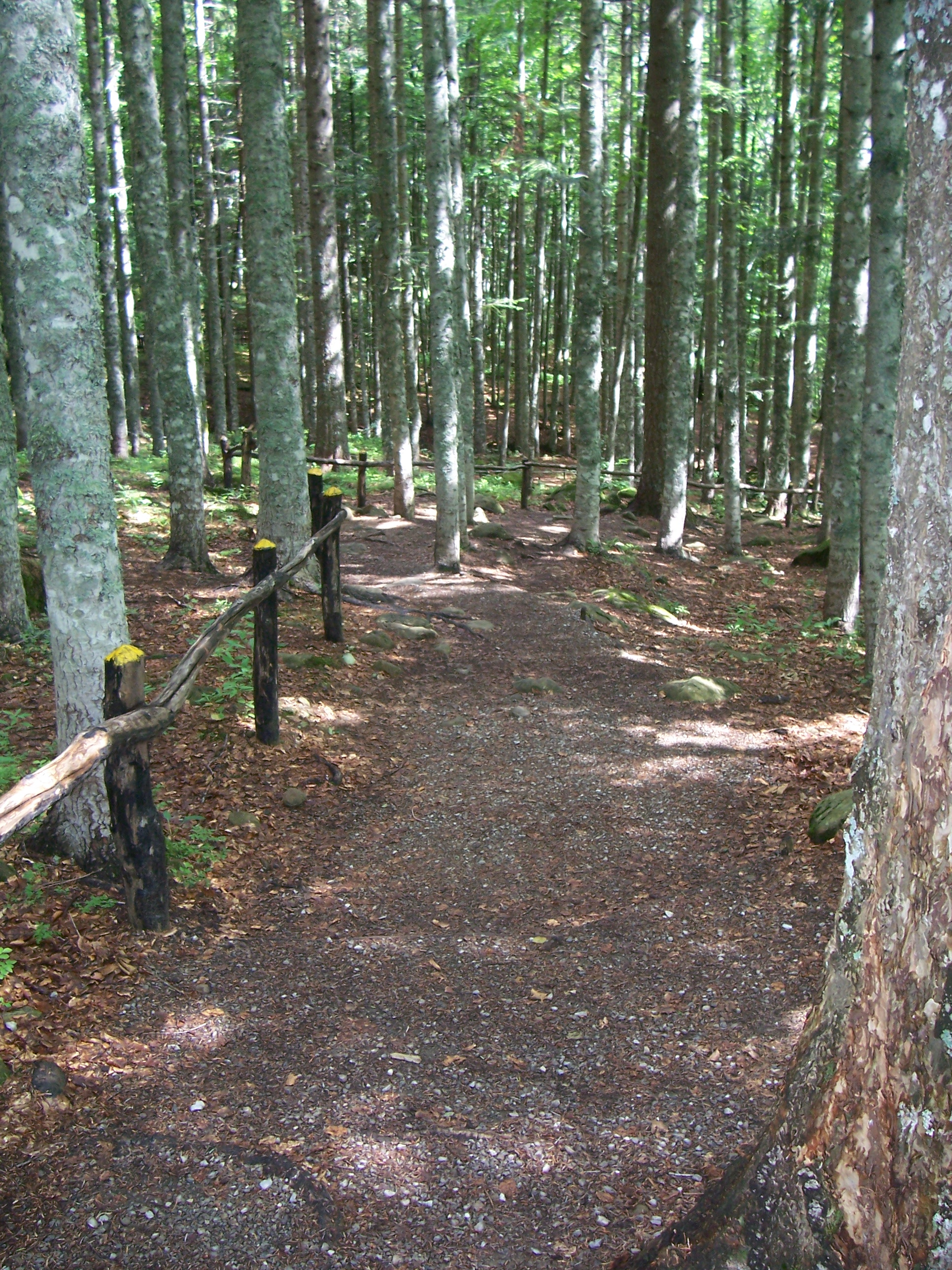
El sendero de los hongos en el OBFA.

El jardín fue inaugurado en 1987, y actualmente está administrado por un consorcio formado por los representantes de la región de La Toscana, la Corporación Forestal Estatal, la comunidad de la montaña " dell'Appennino Pistoiese", y las Universidades de Florencia, Pisa y Siena.

## Colecciones

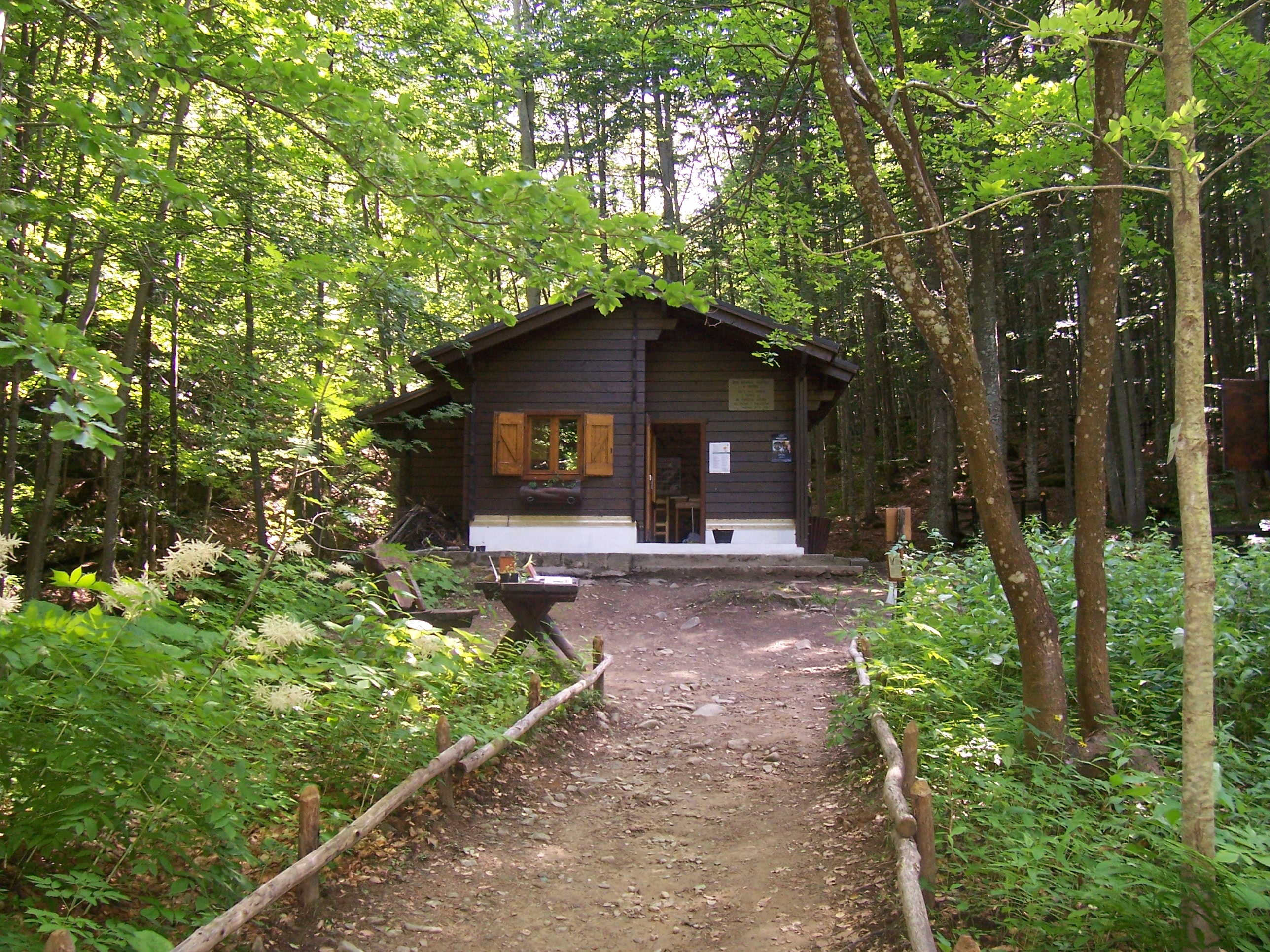
El refugio del guía en el OBFA.

Este jardín botánico alberga unas 300 especies de plantas nativas del norte de las montañas de los Apeninos, incluyendo arádanos azules, gencianas, saxifragas, lirios, musgos y líquenes, orquídeas, primulas, además de abetos, hayas, abedules, piceas, y sauces. 
Entre las especies de interés se incluyen Abies alba, Caltha palustris, Fagus sylvatica, Gentiana asclepiadea, Gentiana kochiana, Gentiana purpurea, Gentiana verna, Laburnum anagyroides, Sorbus aucuparia, Picea abies, Pinguicula leptoceras, y Viola palustris.